# مضخة هيدروليكية
المضخات الهيدروليكية (بالإنجليزية: Hydraulic Pump)‏ تعتبر من الآلات التي تستخدم في زيادة طاقة المائع، سواءً كانت هذه الزيادة في شكل صورة طاقة وضع أو حركة أو زيادة في ضغوط المائع. ويمكن تعريفها بصورة أكثر دقة بأنها وسيلة تحويل الطاقة الميكانيكية إلى طاقة هيدروليكية. ويشترط في هذه المضخات أن تعمل على موائع في شكل سوائل وليست غازات، حيث أن ضواغط الغازات تختلف اختلافاً كلياً عن مضخات السوائل من حيث التصميم والتشغيل، كذلك من حيث خواص الغازات والسوائل ومعاملات انضاغطها.

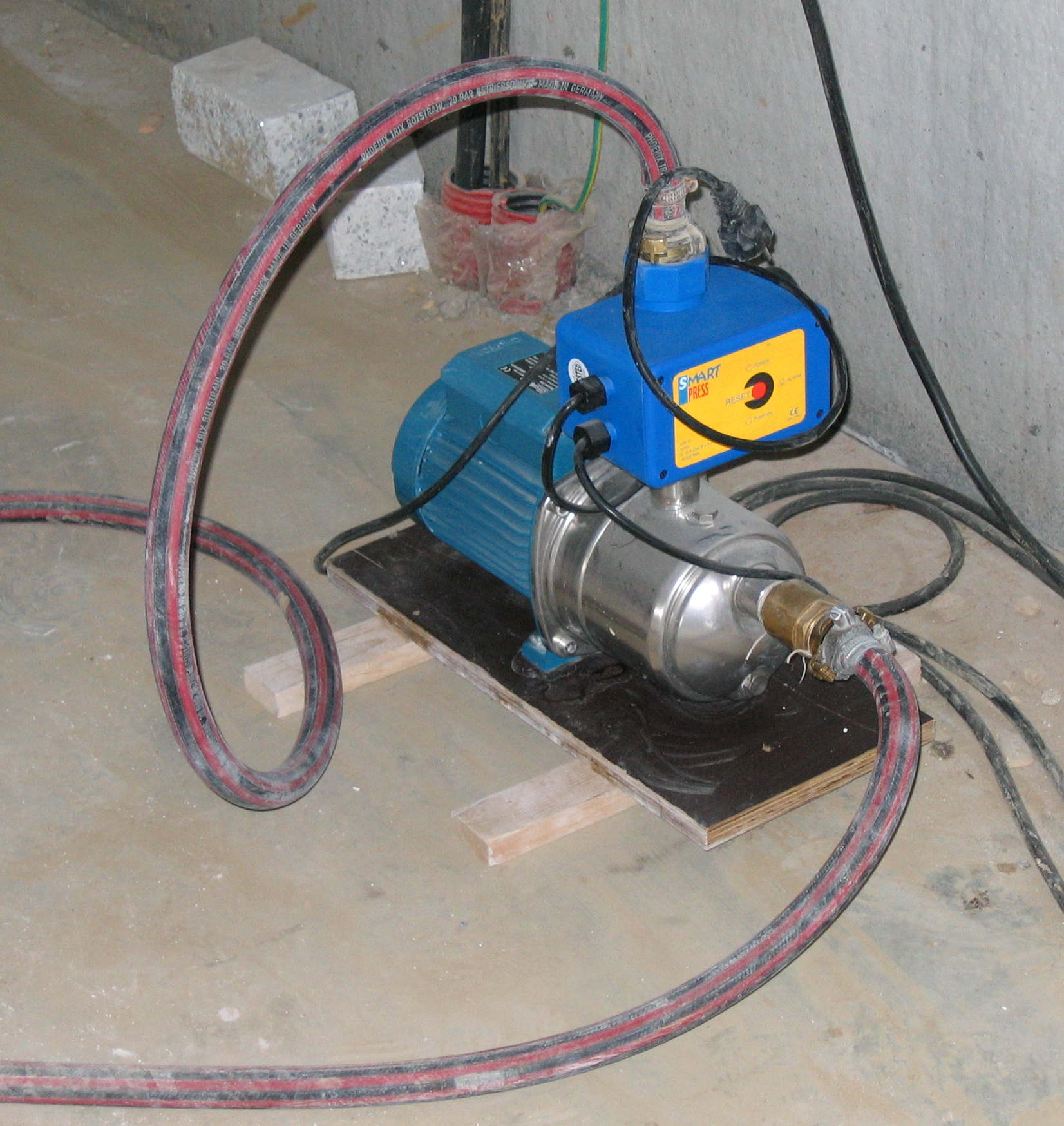
مضخة صغيرة تعمل بالكهرباء

## أنواع المضخات الهيدروليكية
تنقسم المضخات الهيدروليكية من حيث حركتها إلى نوعين رئيسيين هما :
1. المضخات الدورانية
2. المضخات ذات الحركة الخطية

### المضخات الدورانية

مضخة دورانية

تعتمد هذه المضخات على حركة دورانية للمروحة حول محورها لتقوم بزيادة كمية الحركة لدى المائع، ولكنها لاتغير من ضغوط المائع تغيير ملحوظ، غالبا مايكون مرتين من الضغط الجوي. يتعامل هذا النوع من المضخات مع السوائل الخفيفة ذات اللزوجة المنخفضة ويمد النظام الهيدروليكي بمعدل سريان عالي مقارنة بالأنواع الأخرى من المضخات. لذا يستخدم هذا النوع في نقل المياه، وفي تطبيقات الصناعات الغذائية حيث يتم نقل الألبان والعصائر وغيرها من السوائل التي لها معاملات لزوجة منخفضة في مواسير داخل نظم التصنيع الخاصة بها.
وينقسم هذا النوع من المضخات من حيث اتجاه خروج السوائل من المروحة الدورانية إلى مضخات محورية يخرج فيها السائل من المضخة موازياً لمحور دوران المروحة ومضخات طاردة مركزية يخرج فيها السائل في اتجاه نصف قطر المروحة ومضخات مختلطة يخرج فيها السائل في الاتجاهين معاً.

### المضخات ذات الحركة الخطية

آلية ىالمضخة ذات الحركة الخطية

فيه هذا النوع من المضخات تتكون الحركة من مرحلتين، مرحلة شحن للسائل ومرحلة أخرى يتم فيها التفريغ، ويعتبر هذا النوع أقرب إلى مكابس الزيت منه إلى المضخات الاعتيادية – الدورانية- حيث أنه يعتمد في الأساس على دفع السائل وليس إضافة كمية حركة له وذلك من خلال تغيير حجم السائل خلال عملية الانضغاط، وعلى الرغم من قدرة هذا النوع على الوصول إلى ضغوط مرتفعة للغاية – تصل إلى 300 ضغط جوي- إلا أنها لا تستطيع تحريك معدل سريان كبير، كما أنها تكون أكثر فاعلية في السوائل ذات اللزوجة العالية.
وينقسم هذه النوع من المضخات إلى قسمين، الأول يعتمد على الحركة الترددية مثل المكابس الزيتية (روافع السيارات مثلاً) أو مكابس الحاجز المطاطي (الديافرام) وهذا النوع يتميز بوجود ذراع ميكانيكية مثبت في نهايتها الجزء المتحرك للمضخة وتقوم هذه الذراع بالدوران من الطرف الآخر حول مركز ثابت لتقوم بالحركة الترددية للمضخة. أما النوع الثاني فيعتمد على حركة دورانية ويشبه في تطبيقاته إلى حد كبير تطبيقات التروس.''

## الأجزاء الرئيسية للمضخة الهيدروليكية

### المضخات الدورانية
يتكون هذا النوع من المضخات من جزئين رئيسيين، هما المروحة والغطاء الخارجي. تعمل المروحة على زيادة سرعة المائع عن طريق الحركة الدورانية لها. تتكون المروحة من مجموعة من الريش التي تعتبر العامل الأساسي في عملية دفع المائع وتختلف المراوح بصفة عامة على حسب اتجاه ميل الريشة، ففي المراوح التي تكون فيها الريشة مائلة في نفس اتجاه دوران المروحة تسمى مراوح أمامية، أما المراوح التي تكون فيها الريشة مائلة في اتجاه معاكس لاتجاه دوران المروحة فتسمى مرواح خلفية، وفي المراوح التي تكون فيها الريشة في اتجاه نصف القطر تسمى مراوح نصف قطرية.
أما الغطاء الخارجي فيعمل على زيادة السطح الذي يتعرض لها المائع أثناء الخروج مما يؤدي انخفاض سرعة المائع وزيادة ضغطه أثناء الخروج أي أنها تحول كمية الحركة المدفوع بها إلى شكل ضغوط خارجية للمائع، وله أشكال متعددة منها الحلزوني – وهو الأكثر انتشاراً- والشكل ذو المقطع الدائري.

### المضخات ذات الحركة الخطية
مكونات هذا النوع تعتمد على طبيعة الوظيفة التي يؤديها، ففي حالة المضخات ذات الحجاب الحاجز، يتم تركيب قطعة من المطاط يتم التحكم فيها بواسط ذراع ميكانيكية يتم سحبها فتقوم بخلخلة الهواء على الجانب الآخر مما يؤدي إلى سحب المائع، أما في حالة المضخات الترسية، فتتكون من ترس واحد أو ترسين بعدد معين من الأسنان يتم سحب المائع من خلال حركتهم الدائرية، وفي حالة المكابس فتكون مكونات المضخة مشابهة تماماً لمكونات المكابس الزيتية.

## أُسُس عمل المضخات الهيدروليكية
يقوم عمل المضخات بصفة عامة على أساس خلخلة الضغط في مرحلة السحب، وزيادة الضغط في مرحلة التوصيل لتتم عملية الضخة بصورة سليمة. ومن ثم يمكننا القول بأن عملية الضخ تنقسم إلى عمليتين جزئيتين منفصلتين : عملية السحب، وعملية التوصيل.

### عملية السحب
وتكون في المنطقة المحصورة بين سطح السائل المُراد ضخه وخط التماثل للمضخة، ويسمى الارتفاع بين هذين النقطتين بارتفاع السحب الاستاتيكي، وفيه هذه المنطقة يكون الضغط أقل من الضغط الجوي – ضغط السائل – لتتم عملية السحب بصورة سليمة. وفي حالة عدم انخفاض الضغط بصورة سليمة لأسباب مختلفة سنناقشها لاحقاً في نفس البحث تحدث ظاهرة البخبخة (أي دخول فقاعات من من الهواء في المائع) مما يؤدي إلى اضطراب المضخة وحدوث أصوات عالية أثناء تشغيلها، وقد تصل الخطورة أحياناً إلى حدوث تلفيات في الأجزاء الداخلية للمضخة.

### عملية التوصيل
أما عملية التوصيل، فتكون في المنطقة المحصورة بين خط التماثل للمضخة، والسطح المُراد الوصول بالمائع إليه. ويسمى الارتفاع بين هذين النقطتين بارتفاع التوصيل الاستاتيكي، وعند نهاية هذه المنطقة يعود الضغط مجدداً للضغط الجوي، وذلك بخروج السائل من منطقة السحب.
وتختلف المضخات على حسب قدرة كل منها على الامداد بالارتفاع الأكبر مقارنة بأقل طاقة مطلومة ممكنة، ويعتمد هذا الاختلاف على عوامل عديدة منها اتجاه ميل الريشة في المضخات الدورانية كما تقدم، فمن المعلوم أن المراوح الأمامية تعطي أكبر ارتفاع ممكن مقارنة بالمراوح الخلفية أما النصف قطرية فتعتبر متوسطة الارتفاعات.

## توصيل أكثر من مضختين هيدروليكيتين
ويمكن زيادة الارتفاعات بواسطة تركيب مضختين أو أكثر على التوالي، أي أن تكون مرحلة السحب في المضخة الثانية هي نفسها مرحلة التوصيل في المضخة الأولى. لكن إذا تم التوصيل على التوازي بحيث تكون مرحلة السحب في كل المضخات من نفس المصدر وتكون مرحلة التوصيل لهم لنفس المكان، ففي هذه الحالة لاتزيد الارتفاعات ولكن تكون الزيادة في معدل السريان الذي يتم الحصول عليه من هذا النظام الهيدروليكي.

## الكفاءة الكلية
وتعتمد الكفاءة الكلية للمضخة على مجموعة من الكفاءات المختلفة على حسب مقدار الفقد في كل مرحلة من مراحل عمل المضخة، فالفقد الناتج عن التسريب يقلل من كفاءة المضخة الحجمية ويمكن حسابها بقسمة معدل سريان السائل المستمد من المضخة على معدل السريان المُمد لها. أما الفقد الناتج عن الحركة الميكانيكية، وذلك في كراسي المحاور أو مخفضات السرعات (التروس)، ويمكن حسابها كذلك بقسمة القدرة النظرية المستمدة من المضخة على القدرة المُمدة لها من عمود الدوران. أما في حالة الكفاءة الهيدروليكية للمضخة فيتم حسابها بقسمة الارتفاع الحقيقي المستمد من المضخة على الارتفاع النظري لها، وبذلك تكون الكفاءة الكلية للمضخة هي حاصل ضرب الثلاث كفاءات السابق ذكرها معاً.
ويتم قياس سرعة دوران المضخة بواسطة ما يسمى بالسرعة النوعية للمضخة، وهي عبارة عن سرعة تخيلية لمضخة تدور بمعدل سريان متر مكعب واحد في الثانية لتعطي ارتفاع يقدر بمتر. هذه السرعة تعتبر هي معيار المقارنة بين المضخات بصفة عامة.
ويعتبر أفضل معدل سريان ممكن الحصول عليه هو ذلك الذي يعطي ارتفاعاً لا يستهلك قدر كبير من الطاقة، ويتم التوصل لنقطة التشغيل حيث السريان المطلوب، والتي تكون هي نقطة تقاطع منحنى الأداء للمضخة والمنحنى الناتج عن العلاقة بين معدل السريان والارتفاعات المقابلة له.

## مشاكل التشغيل وكيفية تلافيها
كما سبق وأن أشرنا إلى حدوث بعض المشاكل عند دخول الفقاعات الهوائية داخل المضخة في مرحلة السحب، والتي تسمى بالبخبخة. ويعتبر من أهم أسباب حدوث هذه الظاهرة، هي أن ينخفض الضغط في مرحلة السحب بصورة شديدة وزائدة عن المطلوب في درجات الحرارة الاعتيادية للمحرك مما يؤدي إلى تبخر المائع وتحوله إلى بخار يقوم بنفس عمل الفقاعات الهوائية إذا ما دخلت إلى المضخة في مرحلة السحب. وتتسبب هذه الفقاعات البخارية في ارتفاع صوت المضخة بصورة ملحوظة للغاية كما أنها تتسبب في تدمير المروحة الدّوارة والتي تعتبر هي الأساس في عملية الضخ. كذلك يُلحظ الانخفاض الشديد الفجائي في الارتفاعات المطلوبة.
ولتلاقي هذه المشكلة، يتم حساب ارتفاع معين من السائل يوضع فوق المضخة في خزان ليعادل النقص المحتمل في الضغط عند مرحلة السحب، ويسمى بالارتفاع السحبي الموجب. ويكون هذه الخزان في النصف العلوي للمضخة فوق خط التماثل أي أنه يكون في مرحلة التوصيل ولكنه يغذي مرحلة السحب. ولذلك يسمى الارتفاع الموجب نظراً لأنه في مرحلة التوصيل يعتبرُ ارتفاعاً موجباً بالنسبة للارتفاع في مرحلة السحب.
ولكل مضخة ارتفاع سحبي مختلف عن الأخرى طبقاً لصتميمها، ويمكن معرفته بواسطة المواصفات الفنية لكل مضخة، وفي حالة التركيب يراعى أن يكون الارتفاع السحبي الفعلي في الخزان أكبر من الارتفاع السحبي المطلوب طبقاً للمواصفات الفنية، وذلك لضمان عدم الدخول في مرحلة البخبة.